# Onthophagus legrandi
Onthophagus legrandi es una especie de insecto del género Onthophagus de la familia Scarabaeidae del orden Coleoptera.

## Historia
Fue descrita científicamente por primera vez en el año 2000 por Josso & Prévost.